# Teatre d'Esch
El Teatre d'Esch (en francès: Théâtre d'Esch) és un teatre en Esch-sud-Alzette, al país europeu de Luxemburg. Dirigit per Charles Muller, l'auditori principal té 517 seients numerats. El teatre ofereix representacions d'òperes, operetes, concerts, espectacles de dansa, varietats, jazz, cançons, musicals i altres entreteniments.
La sala més petita, amb 100 places, s'utilitza comunament per a actuacions de jazz íntimes i recitals de poesia i conferències. L'edifici també s'utilitza per a la presentació d'exposicions d'art.